# Ariadna Demkowska-Bohdziewicz

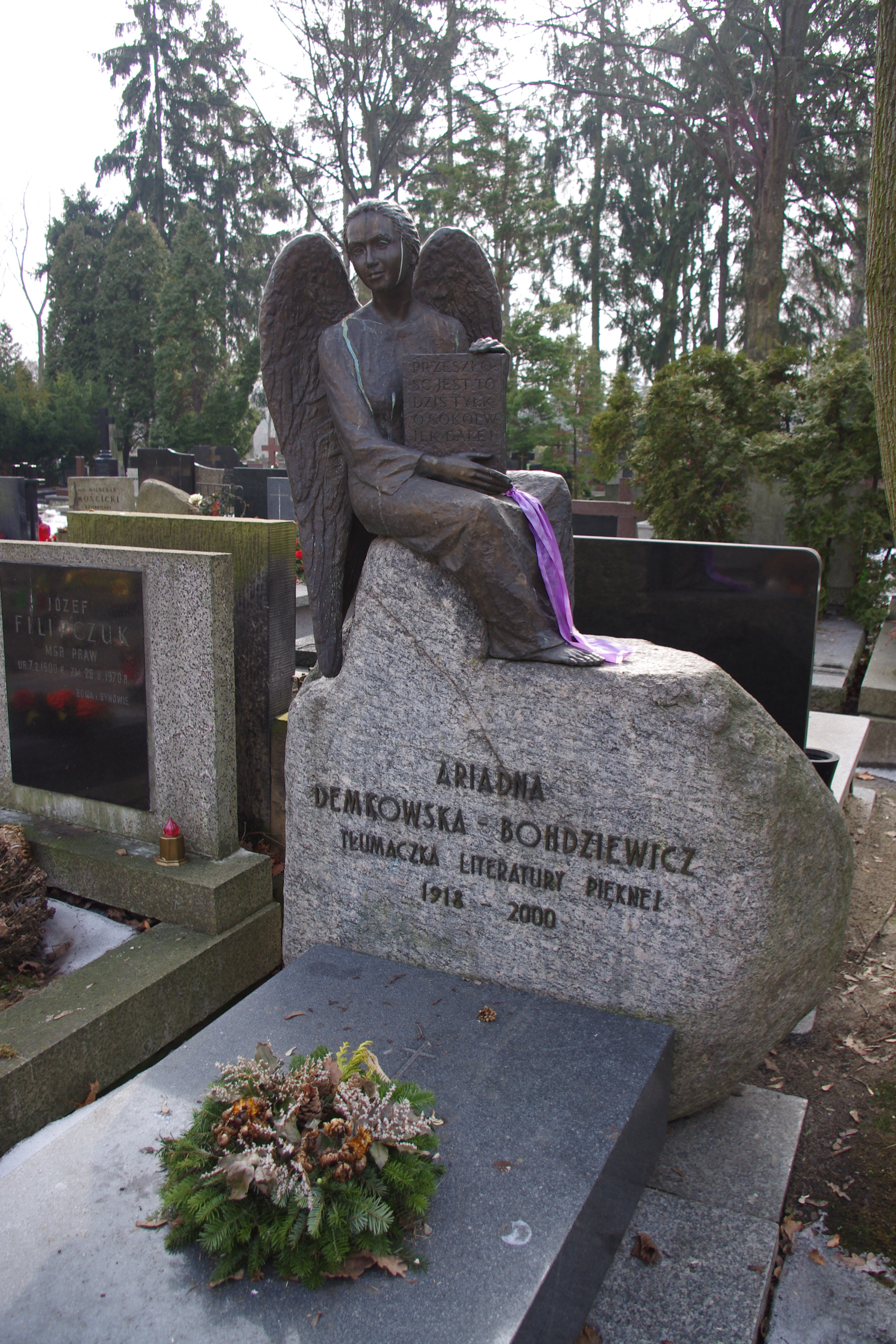
Grób reżysera Antoniego Bohdziewicza i tłumaczki Ariadny Demkowskiej-Bohdziewicz na Cmentarzu Wojskowym na Powązkach w Warszawie

Ariadna Demkowska-Bohdziewicz (ur. 16 marca 1918 w Władykaukazie, zm. 4 lipca 2000 w Warszawie) – polska tłumaczka literatury amerykańskiej i scenarzystka filmowa działająca w latach 1953-2000.

## Życiorys
Studiowała na Uniwersytecie Warszawskim i na Uniwersytecie Jana Kazimierza we Lwowie (germanistykę i anglistykę).
Zmarła 4 lipca 2000 w wieku 82 lat i została pochowana na Cmentarzu Wojskowym na Powązkach w Warszawie (kwatera B19-5-19).

## Przekłady
- Edith Wharton Świat zabawy, Opowieści małżeńskie
- Francis Scott Fitzgerald Wielki Gatsby, Ostatni z wielkich
- John Updike Uciekaj, Króliku; Centaur
- Willa Cather Drzewo białej morwy, Utracona
- Kate Chopin Przebudzenie
- Vladimir Nabokov Śmiech w ciemności
- Yukio Mishima (przekład z wydania amerykańskiego) Na uwięzi. Ballada o miłości

## Życie prywatne
Córka Walentyny Miedwiediew, aktorki, z pochodzenia Rosjanki i Piotra Demkowskiego, majora Wojska Polskiego, skazanego na śmierć i rozstrzelanego w 1931 za szpiegostwo na rzecz ZSRR. Siostra rzeźbiarki Zofii Demkowskiej.
Jej mężem był reżyser i pedagog Antoni Bohdziewicz (1906-1970). Matka Anny Bohdziewicz-Jastrzębskiej (ur. 1945) i Anny Beaty Bohdziewicz (ur. 1950).